# Valentín Parnok
Valentín Yakóvlevich Parnok (cirílico ruso: Валентин Яковлевич Парнах, Taganrog, 26 de julio de 1891-Moscú, 29 de enero de 1951) poeta, traductor, coreógrafo y músico ruso considerado el padre del jazz soviético.

## Biografía

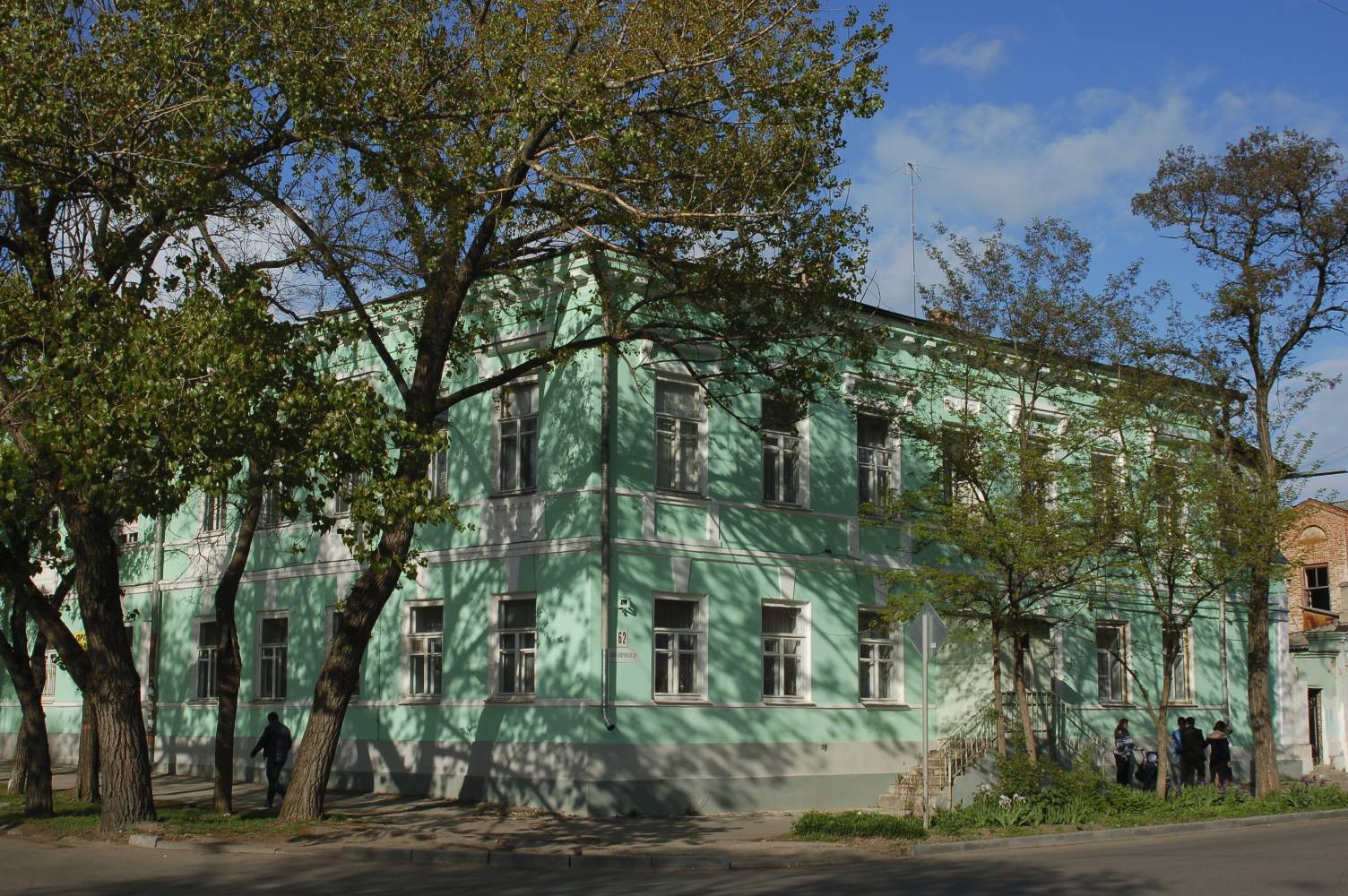
Casa de los Parnok en Taganrog.

Nacido en el seno de una familia sefardí, era hermano de la poetisa Sofía Parnok y mellizo de la escritora Yelizaveta Tarajóvskaya. Su madre era médica y su padre era farmacéutico.
En 1913, Parnok viajó por Italia y Oriente Medio y más tarde ingresó en la Universidad Estatal de San Petersburgo donde estudió lenguas romances, música (con Mijaíl Gniessin) y arte dramático (con Vsévolod Meyerhold, en cuyo taller trabajaría después.
En 1916 durante la Primera Guerra Mundial, se mudó a París, donde permaneció seis años. Estudió en la Sorbona y fue elegido presidente de la chambre des poètes de Paris, y se empezó a interesar por el jazz, género que exportó a la URSS, donde fundó en 1922  La primera orquesta excéntrica de la República Federal Socialista de Rusia– jazz-band de Valentín Parnok dando su primer concierto el 1 de octubre de 1922 en Moscú.
En 1925 regresó a Francia donde publicó varios artículos sobre teatro y danza, como una Introduction à la danse, ilustrada con un retrato suyo de Pablo Picasso, y regresó a la Unión Soviética en 1931, entrando como traductor en la Unión de Escritores Soviéticos. Entre sus traducciones, se cuentan obras de Federico García Lorca y Théodore Agrippa d'Aubigné, pero muchas de ellas no las llegó a publicar. En 1934, publicó en ruso un poemario de poetas españoles y portugueses (sobre todo marranos) víctimas de la Inquisición.
Entre sus artículos y poemas, cabe destacar que fuera uno de los primeros en promover a Charlie Chaplin y el primero en introducir el dadaísmo en la poesía soviética. 
Durante la Segunda Guerra Mundial, fue evacuado como muchos escritores a Chístopol. Más tarde, después de buscar trabajo sin éxito, solicitó un empleo junto con la poetisa Marina Tsvetáyeva (antigua amante de su hermana Sofía) al Fondo Soviético de la Literatura en la cantina LitFund. Él fue contratado como portero y a ella le denegaron su solicitud de lavaplatos suicidándose 6 días después.
Falleció en su apartasmento de Moscú en 1951 y está enterrado cerca de Yelizaveta Tarajóvskaya en el Cementerio Novodévichi. Dedicaron una placa a la familia en un muro de su casa natal en Taganrog en 2012.